# ペアレンタル・アドバイザリー
ペアレンタル・アドヴァイザリー(Parental Advisory)とは、アメリカ合衆国において、未成年者にふさわしくないと認定された音楽作品に全米レコード協会（RIAA）が添付する勧告である。

## 概要

ペアレンタル・アドヴァイザリーを示すラベル。現在のバージョンは1993年に導入された

Parental Advisory - Explicit Content とは、「親への勧告 - 露骨な内容」という意味。未成年にとって不適切な表現が含まれているため、保護者が指導する必要があることを示している。ここで不適切な表現とされている内容は、具体的には「暴力的な内容」「性的な内容」「麻薬等犯罪に繋がる内容」などが挙げられ、これらの露骨な表現がされている作品はこの適用を受ける。
1985年にアメリカの市民団体でティッパー・ゴアが率いるPMRCがRIAAに圧力をかけて実現した検閲で、現在知られているラベルは1990年に標準化された。彼女がこのような行動に出たきっかけは娘に買い与えたプリンス (ミュージシャン)の「パープル・レイン」収録の「ダーリン・ニッキー」の歌詞を耳にして不快に思ったためとされている。
RIAAによる業界検閲制度のため、インディーズ・レコード・レーベルの中でも特に小さな会社の作品は対象になっていない場合もある。主な対象とされているヒップホップやヘヴィメタルの人気が年々大きくなっていることもあり、近年はRIAAの影響力が減退してきている。
このラベルが貼られた作品は、ウォルマートを始めとする特定の小売店では販売されなくなる。